# Жмурке
Жмурке су дечја игра у којој се играчи крију, док их један или више тражи. Игру започиње један играч који броји до одређеног броја а остали играчи се у том периоду траже погодно место за скривање. Након одбројавања играч или играчи који траже покушавају да пронађу остале играче који се крију. Игра је пример оралне традиције, у којој старији играчи преносе игру млађима.
Игра може да се заврши на више начина у зависности од географске локације у којој су играчи научили игру, као и културних фактора. Најчешћа варијанта игре је да играч који тражи пронађе све играче и оног кога пронађе задњег је победник и он тражи у следећој игри. У другим верзијама, они играчи који бивају откривени онда помажу откривању и осталих. 